# アメリカ合衆国外務長官
アメリカ合衆国外務長官（アメリカがっしゅうこくがいむちょうかん、United States Secretary of Foreign Affairs）は、1781年から1789年までアメリカ合衆国に存在した役職。
連合規約によると、大陸会議は「合衆国の総務に関する運営に必要とされる委員会および公務員」を設置することが可能であった。この規約に基づき、大陸会議は1781年1月10日に外務省および外務長官の設置決議を行い、7ヵ月後の1781年10月20日にニューヨーク植民地代表のロバート・リヴィングストンを初代外務長官として指名した。リヴィングストンは同年10月20日に外務長官に着任し、1783年6月4日まで同職を務めた。その後リヴィングストンの後任としてジョン・ジェイが1784年3月7日に外務長官に着任した。そして1789年3月3日、連合規約下の政府から合衆国憲法下の政府へと移行し、それに伴い外務長官職も廃止された。
1789年7月27日、外務長官および外務省は、ジョージ・ワシントンにより承認された法律によって復活した。その後追加立法によって、1789年9月15日に省の名称が外務省から国務省へ、また長官職の名称が外務長官から国務長官へと変更された。いくつかの内国的任務も追加された。

## 歴代外務長官
| # | 氏名                       | 着任           | 離任         |
| - | -------------------------- | -------------- | ------------ |
| 1 | ロバート・リヴィングストン | 1781年10月20日 | 1783年6月4日 |
| 2 | ジョン・ジェイ             | 1784年3月7日   | 1789年3月3日 |